# New York Film Critics Circle Awards 1938
La 4ª edizione della cerimonia dei New York Film Critics Circle Awards, annunciata il 3 gennaio 1939, ha premiato i migliori film usciti nel corso del 1938.

## Vincitori e candidati

### Miglior film
- La cittadella (The Citadel), regia di King Vidor
- La signora scompare (The Lady Vanishes), regia di Alfred Hitchcock

### Miglior regista
- Alfred Hitchcock - La signora scompare (The Lady Vanishes)
- Garson Kanin - A Man to Remember

### Miglior attore protagonista
- James Cagney - Gli angeli con la faccia sporca (Angels with Dirty Faces)
- Spencer Tracy - La città dei ragazzi (Boys Town)

### Miglior attrice protagonista
- Margaret Sullavan - Tre camerati (Three Comrades)
- Wendy Hiller - Pigmalione (Pygmalion)

### Miglior film in lingua straniera
- La grande illusione (La Grande Illusion), regia di Jean Renoir • Francia
- Professor Mamlok (Профессор Мамлок), regia di Gerbert Moricevič Rappaport ed Adolf Minkin • Unione Sovietica

### Menzione speciale
- Walt Disney – Biancaneve e i sette nani (Snow White and the Seven Dwarfs)